# Johann Deisenhofer
Johann Deisenhofer, född 30 september 1943 i Zusamaltheim i Bayern, är en tysk kemist och nobelpristagare.
Han tilldelades, tillsammans med Hartmut Michel och Robert Huber Nobelpriset i kemi 1988 med motiveringen "för bestämning av den tredimensionella strukturen hos ett fotosyntetiskt reaktionscentrum".
Deisenhofer, Huber och Michel var de första som i detalj, atom för atom, beskrev hur olika proteiner, aktiva i den fotosyntetiska processen i vissa bakterier, var uppbyggda. Deras arbete har också haft betydelse för att förstå motsvarande processer i högre organismer som alger och växter.